# Bosanski Osredci
Bosanski Osredci su naseljeno mjesto u gradu Bihaću, Federacija Bosne i Hercegovine, BiH.

## Zemljopis
Na samom zapadu drvarskog područja smješteno je selo Bosanski Osredci i uvučeno je u Hrvatsku koja ga okružuje s tri strane. Prirodne granice na tom dijelu su korita potoka Sredica i Bulino vrelo, zatim Kačegina Draga i na istoku prema Trubaru je Kordina Draga. Teren je prilično raznolik.

## Povijest
Do potpisivanja Daytonskog mirovnog sporazuma bilo je u sastavu općine Drvar.

## Stanovništvo

### 1991.
Nacionalni sastav stanovništva 1991. godine, bio je sljedeći:
ukupno: 219
- Srbi - 217 (99,09%)
- Hrvati - 1 (0,46%)
- Muslimani - 1 (0,46%)

### 2013.
Nacionalni sastav stanovništva 2013. godine, bio je sljedeći:
ukupno: 18
- Srbi - 18 (100%)

## Vanjske poveznice
- Maplandia: Bosanski Osredci